# 周健民
周健民（1956年7月—），男，汉族，江苏赣榆人，中华人民共和国政治人物，第十届、十一届、十二届、十三届全国政协委员，中国农工民主党党员，中国共产党党员。
2007年5月，当选为农工党江苏省委主任委员。2008年，当选第十一届全国政协常务委员，代表中国农工民主党，分入第十组。同年也担任江苏省政协副主席。2018年1月，当选第十三届全国政协委员。